# 1856 Růžena
Az 1856 Ruzena (ideiglenes jelöléssel 1969 TW1) a Naprendszer kisbolygóövében található aszteroida. Ljudmila Csernih fedezte fel 1969. október 8-án.